# Suore francescane di Peoria
Le Suore Francescane, di Peoria (in inglese Sisters of the Third Order of St. Francis at Peoria; sigla O.S.F.), sono un istituto religioso femminile di diritto pontificio.

## Storia
Il 28 ottobre 1876 una comunità di cinque suore francescane della Sacra Famiglia preveniente da Iowa City e guidata da suor Francis Krasse si stabilì a Peoria, dove era stata invitata dal sacerdote Bernard Baak, parroco di San Giuseppe, per aprirvi un ospedale.
Poiché il lavoro svolto dalle religiose era diverso da quello delle consorelle di Iowa City, che erano insegnanti, il 16 luglio 1877 John Lancaster Spalding, primo vescovo di Peoria, rese indipendenti le suore dell'ospedale dalla casa-madre e la eresse in congregazione autonoma.
L'istituto ricevette il pontificio decreto di lode nel 1893 e fu aggregato all'ordine dei frati minori il 28 dicembre 1904.

## Attività e diffusione
Le suore si dedicao alla cura dei malati, all'educazione della gioventù, alle opere sociali e alla collaborazione nelle attività parrocchiali.
La sede generalizia è a East Paoria, nell'Illinois.
Alla fine del 2015 l'istituto contava 23 religiose in 2 case.